# العلاقات الإسواتينية البوليفية
العلاقات الإسواتينية البوليفية هي العلاقات الثنائية التي تجمع بين إسواتيني وبوليفيا.

## مقارنة بين البلدين
هذه مقارنة عامة ومرجعية للدولتين:
| وجه المقارنة                                              | إسواتيني                                   | بوليفيا                                          |
| --------------------------------------------------------- | ------------------------------------------ | ------------------------------------------------ |
| المساحة (كم2)                                             | 17.36 ألف                                  | 1.10 مليون                                       |
| عدد السكان (نسمة)                                         | 1.37 مليون                                 | 11.05 مليون                                      |
| الكثافة السكانية (ن./كم²)                                 | 78.92                                      | 10.05                                            |
| العاصمة                                                   | لوبامبا، مبابان                            | سوكري، لاباز                                     |
| اللغة الرسمية                                             | لغة إنجليزية، لغة سوازي                    | اللغة الإسبانية، اللغة الأيمرية، كتشوا، غوارانية |
| العملة                                                    | ليلانغيني سوازيلندي                        | بوليفاريو بوليفي                                 |
| الناتج المحلي الإجمالي (بليون دولار)                      | 4.41 مليار                                 | 37.51 مليار                                      |
| الناتج المحلي الإجمالي (تعادل القوة الشرائية) بليون دولار | 11.13 مليار                                | 74.58 مليار                                      |
| الناتج المحلي الإجمالي الاسمي للفرد دولار أمريكي          | 3.20 ألف                                   | 3.08 ألف                                         |
| الناتج المحلي الإجمالي للفرد دولار أمريكي                 | 8.29 ألف                                   | 6.63 ألف                                         |
| مؤشر التنمية البشرية                                      | 0.531                                      | 0.662                                            |
| رمز المكالمات الدولي                                      | +268                                       | +591                                             |
| رمز الإنترنت                                              | .sz                                        | .bo                                              |
| المنطقة الزمنية                                           | التوقيت القياسي لجنوب أفريقيا، ت ع م+02:00 | 00                                               |

## منظمات دولية مشتركة
يشترك البلدان في عضوية مجموعة من المنظمات الدولية، منها:
| علم المنظمة | اسم المنظمة                        | تاريخ انضمام إسواتيني | تاريخ انضمام بوليفيا |
| ----------- | ---------------------------------- | --------------------- | -------------------- |
|             | الاتحاد البريدي العالمي            | ?                     | ?                    |
|             | مؤسسة التنمية الدولية              | 22 سبتمبر 1969        | 21 يونيو 1961        |
|             | منظمة حظر الأسلحة الكيميائية       | ?                     | ?                    |
|             | منظمة التجارة العالمية             | ?                     | 12 سبتمبر 1995       |
|             | الأمم المتحدة                      | 24 سبتمبر 1968        | 14 نوفمبر 1945       |
|             | وكالة ضمان الاستثمار متعدد الأطراف | 18 أبريل 1990         | 3 أكتوبر 1991        |
|             | منظمة الشرطة الجنائية الدولية      | ?                     | ?                    |
|             | مؤسسة التمويل الدولية              | 22 سبتمبر 1969        | 20 يوليو 1956        |
|             | الاتحاد الدولي للاتصالات           | 11 نوفمبر 1970        | 1 يونيو 1907         |
|             | البنك الدولي للإنشاء والتعمير      | 22 سبتمبر 1969        | 27 ديسمبر 1945       |
|             | يونسكو                             | 25 يناير 1978         | 13 نوفمبر 1946       |

## وصلات خارجية
- موقع وزارة الخارجية البوليفية